# Tolbutamidă
Tolbutamida este un medicament antidiabetic din clasa sulfonilureelor de generația 1, fiind utilizat în tratamentul diabetului zaharat de tipul 2. Calea de administrare disponibilă este cea orală.
Principala reacție adversă asociată tratamentului cu tolbutamidă este hipoglicemia.